# Trupanea pseudoamoena
Trupanea pseudoamoena
 es una especie de insecto díptero que Amnon Freidberg describió científicamente por primera vez en el año 1974.
Esta especie pertenece al género Trupanea de la familia Tephritidae.